# Айше-султан (дочь Ахмеда I)
Айше́-султа́н (тур. Ayşe Sultan; 1605, Стамбул — 1657, там же) — старшая дочь Ахмеда Ι и Кёсем Султан. Известна многочисленными политическими браками.

## Биография

### Происхождение и ранние годы
Айше-султан родилась приблизительно в 1605 году в Стамбуле в семье османского султана Ахмеда I и его любимой супруги Кёсем-султан. У Айше было трое полнородных сестёр и четверо полнородных братьев.
Айше, как и её младшая сестра Фатьма, была известна многочисленными политическими браками, последний из которых был заключён, когда Айше было чуть за 50. Первый брак был заключён, когда Айше было шесть лет, и по очевидным причинам он не был консуммирован; супругом девочки стал Гюмюльджинели Насух-паша, который был непримиримым врагом великого визиря Куюджу Мурата-паши. Незадолго до заключения брака у матери Айше, Кёсем-султан, случился конфликт с великим визирем; дабы привлечь на свою сторону Насуха-пашу, Кёсем предложила ему в жёны сначала другую дочь Ахмеда I — также Кёсем, однако она умерла в марте 1612 года всего через месяц после заключения брака. Тогда в ноябре 1612 года женой Насуха, занявшего пост великого визиря, стала Айше — уже после того, как в июне того же года умер Куюджу Мурат-паша. Айше продолжала жить с матерью, хотя во дворце Насуха-паши для неё были обустроены покои. В 1614 году шейх-уль-ислам Ходжазаде Мехмед-эфенди уличил Насуха-пашу во взяточничестве. Султан отдал приказ о казни великого визиря, однако тот забаррикадировался вместе с женой в своём дворце и солдатам несколько часов пришлось пробиваться внутрь. В конце концов, Насух был казнён на глазах у Айше, ставшей вдовой в девять лет.
Через год после казни Насуха состоялась помолвка Айше с бейлербеем Буды Каракаш Мехмед-пашой. Должность бейлербея требовала присутствия паши в Буде, однако малолетняя Айше по прежнему оставалась жить с родителями в Стамбуле, а брак так и не был заключён.
В 1617 году умер отец Айше, на трон взошёл брат Ахмеда, Мустафа I, и девочка вместе с матерью и сёстрами отправилась в Старый дворец. Спустя всего три месяца Мустафа I был свергнут, новым султаном стал Осман II. В 1622 году после убийства Османа II на троне вновь оказался Мустафа I, однако его правление продлилось чуть больше года.

### В правление Мурада IV
В 1623 году на троне оказался несовершеннолетний брат Айше, Мурад IV, а их мать возвысилась до ранга валиде и регента при нём. Чтобы обеспечить благополучное правление сына, Кёсем выдала своих дочерей замуж за выгодных для неё государственных деятелей. В 1626 году Кёсем обратила внимание на дважды овдовевшего великого визиря Хафиза Ахмеда-пашу; Кёсем планировала выдать за него свою вторую дочь Фатьму, однако Ахмед-паша предпочёл жениться именно на Айше. Брак был заключён 13 марта 1627 года. Вскоре после свадьбы с Айше, Хафыз был снят с должности великого визиря. В период с 1626 по 1631 год пара проживала преимущественно в Стамбуле. Здесь же приблизительно в 1626 году родился сын Айше и Ахмеда-паши — Мустафа, умерший в 1628 году. В 1631 году был казнён великий визирь Топал Реджеп-паша, супруг младшей сестры Айше, Гевхерхан; Хафыз Ахмед-паша вновь занял высочайший пост государства. В начале следующего года в Стамбул вспыхнуло восстание янычар, желавших свергнуть султана Мурада IV. Ахмед-паша, направленный подавить восстание, был убит 10 февраля 1632 года.
Политическая обстановка в стране была такова, что мать Айше не позволила держать дочери годовой траур, как это полагалось; уже в июне 1632 года Айше вышла замуж за верного сторонника Кёсем Муртазу-пашу, бейлербея Диярбакыра. В качестве компромисса с дочерью Кёсем дала Айше большое приданое, несколько дворцов и огромное количество личных подарков; от будущего супруга девушка получила огромный драгоценный камень. После свадьбы Айше отправилась с супругом в Диярбакыр. Айше ненавидела мужа и в 1635 году сбежала от него в Стамбул; по сообщениям венецианских послов, она часто жаловалась одной из сестёр на неподобающее поведение паши. Муртаза-паша был убит в апреле 1636 года во время войны с персами.
Айше оставалась вдовой до 1639 года, когда вышла замуж за вали Халепа и Шама Джелеп Ахмеда-пашу. В следующем году умер султан Мурад IV и на трон взошёл младший из братьев Айше — Ибрагим I.

### В правление Ибрагима I
К моменту восхождения на трон Ибрагим не имел ни детей, ни наложниц, поэтому Айше вместе с матерью занялась подбором и обучением красивых девушек. В 1642 году Джелеп-паша во второй раз стал губернатором Шама. Айше отбыла из Стамбула вместе с мужем, но очень скоро вернулась обратно, поскольку Джелеп Ахмед был арестован, лишён всего имущества и казнён за взяточничество. Через год Айше планировала выйти замуж за одного из визирей, но он умер до того, как было достигнуто соглашение о браке. В марте 1645 года Айше стала женой визиря Войнук Ахмета-паши.
В декабре 1647 года младший брат Айше, султан Ибрагим I, женился на своей наложнице Хюмашах-султан. Против этого брака выступила не только Айше, но и две её сестры, Фатьма и Ханзаде, и племянница Исмихан. Ибрагим, отличавшийся буйным нравом, конфисковал их личное имущество и подарил его своей новоиспечённой супруге. Кроме того, им было урезано жалование, полагавшееся всем членам династии: так наложницы Ибрагима получали 1000—1300 акче в день, в то время как его сестры и племянницы получали только 400 акче. В следующем году брат Айше был свергнут и убит, а её супруг получил должность капудан-паши. Ахмет-паша был убит 28 июля 1649 года во время осады Кандии.

### Последние годы и смерть
После смерти Ибрагима I на троне оказался его шестилетний сын Мехмед IV. Мать Айше отстранила от управления гаремом и регентства новую валиде, Турхан Султан, и между ними началась война за власть, в которой Айше поддерживала Кёсем. В ночь на 2 сентября 1651 года Кёсем Султан была задушена в своих покоях сторонниками новой валиде Турхан Султан, хотя достоверно неизвестно, было ли убийство спланировано и совершено по прямому приказу матери Мехмеда IV. После смерти матери Айше была фактически удалена от двора, но незадолго до следующего брака Айше пошла на мировую с матерью султана и вернулась ко двору.
В 1654 году Айше вышла замуж за Ибшир Мустафу-пашу, который незадолго до этого получил должность великого визиря. Брак не был счастливым, поэтому Айше проводила много времени во дворце своего первого супруга, где часто устраивала приёмы для султана и его матери. 11 мая 1655 года Мустафа-паша был казнён, Айше больше замуж не выходила. Айше умерла в 1656 году и была похоронена в тюрбе отца в мечети Султанахмет.

## В культуре
- Айше является персонажем турецкого телесериала «Великолепный век: Кёсем Султан»; роль Айше в подростковом возрасте исполнила Суде Зюлал Гюлер.